# Olpenæs
Olpenæs (tysk: Olpenitz) er en landsby og herregård på halvøen Svans i den østlige del af Sydslesvig. Landsbyen hører under Svans Sogn (Risby Herred). 
I middelalderen var Olpenæs dansk krongods. Landsbyen nævnes første gang i en kilde fra 1460 som Olpenisse og bestod af ti gårde og mere end ti værft-beboere. Selve halvøen nord for landsbyen kaldes også for Olpeøre (tysk: Olperör). Efterleddet -ør eller -øre betyder gruset eller sandet strandbred. I 1604 kom landsbyen sammen med bl.a. Nonæs, Nybøl, Brodersby og Høgsmark (nu del af Brodersby Kommune) under herredømme af Ditlev von der Wisch. Olpenæs Skole nævnes første gang i 1765. 
Øst for skovområdet Kølen ligger Olpenæs langdysse i øst-vestlige retning og med tre kamre. Ved Olpenæs udmunder Slibækken i Østersøen.
Siden 1972 er Olpenæs en del af kommunen Kappel. I årene 1964 til 2006 har stedet været tysk flådebase. På det cirka 160 hektar store areal opføres nu en større feriepark (Ostseeresort Olpenitz ≈ Østersøresort Olpenæs, tidligere under navnet Port Olpenitz) med feriehuse, hoteller og en marina . Efter konkursen af det gamle projektselskab overtog Helma Ferienimmobilien GmbH 2013 projektet. Projektet omfatter nu  2500 sengepladser  Østersøresorten med sin attraktiv beliggenhed ved indsejlingen til Slien og umiddelbart syd for det sydfynske øhav skal være Nordeuropas største sejler- og ferieanlæg. Men projektet har også mødt kritik fra blandt andet miljøaktivister, fordi halvøen er delvis fredet. Det regnes også med at antallet af både og besøgende i de syddanske havne vil blive øget.

## Eksterne links
- Wikimedia Commons har flere filer relateret til Østersøresort Olpenæs
- Østersøresort Olpenæs